# Aleksei Jàdov
Aleksei Semionòvitx Jàdov (rus: Алексе́й Семёнович Жа́дов; 30 de març de 1901 – 10 de novembre de 1977) va ser un  General d'Exèrcit soviètic, que va combatre a la Gran Guerra Patriòtica; que rebé el títol d'Heroi de la Unió Soviètica.

## Biografia
Aleksei Jàdov va néixer el 30 de març de 1901 al poble de Nikolski, a l'óblast d'Oriol. Va allistar-se a l'Exèrcit Roig el 1919, lluitant a la Guerra Civil Russa. Des de 1921 es va fer membre del PCUS. El 1920 es graduà en els cursos de cavalleria; el 1928, en els cursos politicomilitars; i el 1934 a l'Acadèmia Militar Frunze.
Des del juny de 1941 va combatre a la Gran Guerra Patriòtica, primer com a comandant del 4t Cos Aerotransportat. Des d'agost de 1941 va exercir de cap de l'estat major del 3r Exèrcit (fronts de Briansk, Central i Oriental), participant en la batalla de Moscou. Durant l'estiu de 1942 comandà el 8è Cos de Cavalleria, de nou al Front de Briansk.
A partir d'octubre de 1942 va comandar el 66è Exèrcit. Aquesta unitat es distingí durant la tardor de 1942, realitzant diversos atacs contra el flanc alemany, obrint-se pas pel nord de Stalingrad, dificultant els plans enemics. A partir d'aquell moment, el 66è Exèrcit participaria en l'encerclament del Sisè Exèrcit alemany que comportaria la seva desfeta a Stalingrad. Per la seva fermesa, valentia i capacitat militar mostrada a la batalla de Stalingrad, a l'abril de 1943 el 66è Exèrcit passà a ser el 5è Exèrcit de la Guàrdia.
Sent comandant del 66è Exèrcit, canvià el seu nom de "Jídov" a "Jàdov".
Ja al capdavant del 5è Exèrcit de Guàrdies, i conjuntament amb el 5è Exèrcit de Tancs de la Guàrdia del general Pàvel Rótmistrov, llançà un atac massiu a Prokhorovka que resultà crucial davant el front sud de la batalla de Kursk. Posteriorment participaria en l'alliberament d'Ucraïna.
Pel seu hàbil comandament, així com per la valentia mostrada pel 5è Exèrcit de la Guàrdia, el coronel general Jàdov rebé el títol d'Heroi de la Unió Soviètica el 6 d'abril de 1945.
Després de la guerra va ser nomenat Comandant Adjunt de la Força Terrestre d'entrenament de Combat. El 1950 es graduà als cursos més alts a l'Acadèmia Militat de l'Estat Major General. Entre 1950 i 1954 va ser cap de l'Acadèmia Militar Frunze, sent promogut a General d'Exèrcit el 1955. Entre 1956 i 1964 va ser diputat del Soviet Suprem de la Unió Soviètica i Primer Comandant Adjunt de la Força Terrestre i, el 1964, Primer Inspector en Cap Adjunt del Ministeri de Defensa.
Aleksei Jàdov va traspassar el 10 de novembre de 1977 i està enterrat al Cementiri de Novodévitxi.. Una plaça de Moscou té el seu nom.

## Dates de promoció
Major General (06/04/1940)
 Tinent General (01/27/1943)
 Coronel General (09/25/1944)
  General d'Exèrcit (08/08/1955)

## Condecoracions
Heroi de la Unió Soviètica
 Orde de Lenin (3)
 Orde de la Revolució d'Octubre
 Orde de la Bandera Roja (5)
 Orde de Suvórov de 1a classe (2)
 Orde de Kutuzov de 1a classe
 Orde de l'Estrella Roja
  Orde del Servei a la Pàtria a les Forces Armades de 3a classe
 Medalla del Centenari de Lenin
 Medalla de la defensa de Moscou
 Medalla de la defensa de Stalingrad
 Medalla de la victòria sobre Alemanya en la Gran Guerra Patriòtica 1941-1945
 Medalla del 20è Aniversari de la Victòria en la Gran Guerra Patriòtica
 Medalla del 30è Aniversari de la Victòria en la Gran Guerra Patriòtica
 Medalla per la Conquesta de Berlín
 Medalla per l'Alliberament de Praga
 Medalla dels Veterans de les Forces Armades Soviètiques
 Medalla del 20è Aniversari de l'Exèrcit Roig
 Medalla del 30è Aniversari de l'Exèrcit i l'Armada Soviètics
 Medalla del 40è Aniversari de les Forces Armades Soviètiques
 Medalla del 50è Aniversari de les Forces Armades Soviètiques
 Orde del Lleó Blanc (Txecoslovàquia)
 Cavaller de la Legió d'Honor
 Creu de Guerra 1939-1945